# كارل جوهانس ويذ
كارل جوهانس ويذ (بالدنماركية: Carl With)‏ هو طبيب دنماركي، ولد في 11 ديسمبر 1877، وتوفي في 16 يونيو 1923.